# 蒋新松
蒋新松（1931年8月3日—1997年3月30日），男，江苏江阴人，中华人民共和国科学家、被誉为“中国机器人之父”。

## 生平
16岁时，蒋新松曾在城东华墅镇的一家纱厂当过学徒工。1951年4月，在江阴南菁中学读完高中。1956年9月，毕业于西安交通大学电机系工企专业，分配到中国科学院自动化研究所工作，1957年，被判为右派分子被迫改造。1958年调回。1965年10月，中科院内部整合，从北京自动化所、电工所等调到沈阳自动化所，蒋新松在其列，并在鞍山钢铁从事1200冷轧机自动化方案，并在1966年作出设计方案。文化大革命期间受到迫害。
蒋新松在中国最早提出开展人工智能与机器人研究。1971年，周恩来抓科研工作，思想活跃的蒋新松瞄准自动化学科的前沿，于1972年和同事一起向中国科学院提出了《关于人工智能及机器人研究》的申请报告，得到认同，但由于受到当时形势及压力，课题没有立项，但他坚持在沈阳自动化所开展预研工作。直到文化大革命结束后，1978年中国科学院在十年学科发展规划中才确定，沈阳自动化所侧重机器人学和系统控制理论及其应用的研究。同年开始了中国第一台计算机控制的SZJ一1型示教再现机械手的研制。1981年，因此获中国科学院科技进步奖二等奖。
1980年1月，任沈阳自动化所第一副所长。同年7月，升任所长，同年加入中国共产党。1982年，中国第一台机器人在沈阳自动化所诞生，为进一步开展机器人相关单元技术研究提供了平台。由于中国劳动力众多，从事机器人研究受到当时多方非议，蒋新松则将重心放在人所不能及的环境下作业的机器人，在去日本、渤海、南海等单位调研后，最终决定开始水下机器人的研发。1983年，“智能机械在海洋中的应用研究”正式列入科学院重点课题，即“海人一号”海洋机器人。1985年，三亚南海完成了潜深199米的海上试验，标志着中国机器人研究水平迈入世界先进行列，1987年，获中国科学院科技进步奖二等奖。与此同时轻型水下机器人“金鱼号”通过于美国技术合作（引入RCV-225遥控深潜器）后，开始进行平台研究。
1987年，“金鱼号”在吉林丰满水电站开展了对两个拦污栅的观察，传回了清晰的水下画面，为丰满水电站扩建决策提供依据，此举奠定水下机器人能成功地应用于生产实际的先例。之后中型水下机器人不断在丰满电站、南海、珠江口石油钻井平台进行了水下观测、录像、作业等应用。1987年，担任863計劃自动化领域首席科学家。1991年获中国科学院科技进步奖一等奖，1992年获国家科学技术进步奖二等奖。之后他亲自担任无缆水下机器人（1000米水下机器人）的总设计师，并从事深海6000米的深海机器人研发，并在1991年，与俄罗斯合作开发6000米水下机器人。此举在1992年正式列入“863”计划智能机器人主题的一个型号。1994年10月，完全自主研制的1000米无缆水下机器人在西沙群岛海域进行5个航次的海上试验，成功地下潜1000米水深，成为中国海洋设备到达深海的先驱者。1994年，当选为中国工程院院士。1995年7月，6000米自治水下机器人在太平洋海域成功地下潜5300米，探查了海底多金属结核矿区，获取了录像带、照片、侧扫2×350米的声像地貌图和50米深的沉积副面图，同年获中国科学院科技进步奖一等奖。
1997年3月30日，因病去世。

## 荣誉
2000年7月，由中科院沈阳自动研究所联合沈阳市火炬高新技术产业开发中心、辽宁科发实业公司、辽宁科技成果转化公司、中科院沈阳分院等股东，发起成立了新松机器人自动化股份有限公司，以蒋新松命名，也被称为“中国机器人摇篮”；截止2017年，新松机器人（300024）是沪深300、创业板指权重股。